# Token Racing
Token Racing est une ancienne éphémère écurie de Formule 1 qui a disputé trois Grands Prix en 1974. Cette écurie n'a jamais été classée en championnat du monde. Son meilleur classement en Grand Prix est une quatorzième place. Token est l'écurie qui a permis au pilote gallois Tom Pryce de faire ses débuts officiels en Formule 1.

## Historique
Ron Dennis est à l'origine de la naissance de l'écurie Token qui s'aligne à quelques reprises en championnat du monde lors de la saison 1974. En effet, en 1973, Dennis, propriétaire de l'écurie Rondel qui fait courir Tom Pryce en Formule 2 envisage en cours de saison de faire le grand bond vers la Formule 1 avec son pilote. Pour cela, il commande une étude de monoplace à un ancien ingénieur aéronautique reconverti dans l'automobile sportive, Ray Jessop. Malheureusement, lorsque son commanditaire principal en Formule 2, Motul, annonce l'arrêt de son implication en compétition automobile pour cause de choc pétrolier, Ron Dennis doit abandonner son désir d'accéder à la catégorie-reine et rempile en F2. Jessop lui, a finalisé le projet devenu caduc et le revend à deux « armateurs - aventuriers de la finance », Tony Vlassopoulo et Ken Grob qui engagent en F1 la nouvelle écurie Token.
Le châssis Token RJ02 (pour Ray Jessop 2e étude) reçoit un moteur Cosworth 3 litres DFV et une boîte de vitesses Hewland. L’écurie est modestement soutenue par Firestone et Shell. La monoplace se caractérise par son large museau percé d’une ouïe de refroidissement et est confiée aux mains du pilote gallois Tom Pryce qui apporte le soutien financier complémentaire de Titan Properties. La RJ02 débute hors-championnat lors du BRDC International Trophy où elle ne fait pas forte impression : Pryce est le plus lent des 16 engagés et son meilleur temps de qualification est à plus de 26 secondes de la pole de James Hunt. Il est contraint à l’abandon au bout de quinze tours sur souci de transmission.
La Token est ensuite engagée en championnat du monde lors de la quatrième manche en Belgique, à Nivelles. La monoplace reçoit désormais des petits ailerons de part et d’autre du museau qui a perdu sa entrée d'air et surtout une prise d’air plus importante au-dessus du cockpit qui s’avère indispensable pour le bon fonctionnement du Cosworth. Pryce se qualifie à une honorable 20e position sur 32 engagés, à "seulement" 3 secondes de la pole position de Clay Regazzoni sur Ferrari. Il boucle 66 tours en course avant d’abandonner à la suite d'une collision avec la Tyrrell de Jody Scheckter.
L’écurie ne peut pas participer au Grand Prix de Monaco en regard de l’inexpérience supposée par les organisateurs, de son pilote. L'écurie Shadow, convaincue du talent prometteur de Pryce, le débauche et Token se retrouve sans pilote tandis que ses propriétaires constatent rapidement qu'ils n'ont ni la capacité financière ni la capacité technique pour continuer à s'aligner en Grand Prix par leurs propres moyens (Jacques Laffite engagé pour le Grand Prix de France n'y participe finalement pas). Ils entrevoient une solution en louant leur monoplace au Team Harper pour le Grand Prix d'Angleterre. La RJ02 est confiée à un as de la Formule 3, David Purley, qui a déjà piloté pour Peter Harper en Formule 2 et qui avait déjà tenté l'aventure en Formule 1 l'année précédente avec l'écurie Connew Racing Team, sans succès. Il ne fera pas mieux avec la Token (désormais rouge et blanche et non plus verte) en réalisant le 26e temps des qualifications, à quelques dixièmes de secondes de la Trojan de Tim Schenken, 25e et dernier qualifié.
Après le Team Harper, l'équipe Chequered Flag de Ian Ashley loue à son tour la monoplace aux Grands Prix d'Allemagne et d'Autriche. Pour sa première course sur la Token, Ashley se voit confronté au Nurburgring du temps de la Nordschleife et réussit l'exploit de se qualifier en 26e et dernière position (à près de 24 secondes de Niki Lauda, mais en laissant six pilotes derrière lui). Il réalise une course solide, remontant au classement au fur et à mesure des abandons. Malheureusement sa progression (il est 14e au 13e) tour est stoppée par une crevaison lente imputable à des jantes de mauvaise qualité et la Token conserve cette position à l’arrivée, à un tour du vainqueur. En Autriche, Ian Ashley décroche une nouvelle fois son billet pour la course en se qualifiant en 24e place sur la grille. En course il rencontre à nouveau des problèmes de jantes et est contraint à deux arrêts au stand qui le privent d’un classement puisqu’il termine l’épreuve à huit tours du vainqueur Carlos Reutemann. Les commanditaires d'Ashley, déçus du manque de résultat à cause du problème récurrent et non géré des roues de la monoplace, décident de se retirer de la compétition ce qui cause la fin de l'écurie. Token se retire du championnat du monde de Formule 1 et le châssis est revendu. Il courra épisodiquement en championnat Aurora en Grande-Bretagne sous le nom de Safir.

## Résultats en championnat du monde de Formule 1
| Saison | Écurie                                                            | Châssis    | Moteur           | Pneus     | Pilotes                                           | Grands Prix disputés | Points inscrits | Classement |
| ------ | ----------------------------------------------------------------- | ---------- | ---------------- | --------- | ------------------------------------------------- | -------------------- | --------------- | ---------- |
| 1974   | Token Racing Token Racing/Team Harper Token Racing/Chequered Flag | Token RJ02 | Ford-Cosworth V8 | Firestone | Tom Pryce Jacques Laffite David Purley Ian Ashley | 3                    | 0               | Non classé |

| Saison | Écurie                      | Châssis    | Moteur           | Pneumatiques | Pilotes         | Courses | Courses | Courses | Courses | Courses | Courses | Courses | Courses | Courses | Courses | Courses | Courses | Courses | Courses | Courses | Points inscrits | Classement |
| Saison | Écurie                      | Châssis    | Moteur           | Pneumatiques | Pilotes         | 1       | 2       | 3       | 4       | 5       | 6       | 7       | 8       | 9       | 10      | 11      | 12      | 13      | 14      | 15      | Points inscrits | Classement |
| ------ | --------------------------- | ---------- | ---------------- | ------------ | --------------- | ------- | ------- | ------- | ------- | ------- | ------- | ------- | ------- | ------- | ------- | ------- | ------- | ------- | ------- | ------- | --------------- | ---------- |
| 1974   | Token Racing                | Token RJ02 | Ford-Cosworth V8 | Firestone    |                 | ARG     | BRÉ     | AFS     | ESP     | BEL     | MON     | SUÈ     | P-B     | FRA     | GBR     | ALL     | AUT     | ITA     | CAN     | USA     | 0               | Non classé |
| 1974   | Token Racing                | Token RJ02 | Ford-Cosworth V8 | Firestone    | Tom Pryce       |         |         |         |         | Abd     |         |         |         |         |         |         |         |         |         |         | 0               | Non classé |
| 1974   | Token Racing                | Token RJ02 | Ford-Cosworth V8 | Firestone    | Jacques Laffite |         |         |         |         |         |         |         |         | Forf    |         |         |         |         |         |         | 0               | Non classé |
| 1974   | Token Racing/Team Harper    | Token RJ02 | Ford-Cosworth V8 | Firestone    | David Purley    |         |         |         |         |         |         |         |         |         | Nq      |         |         |         |         |         | 0               | Non classé |
| 1974   | Token Racing/Chequered Flag | Token RJ02 | Ford-Cosworth V8 | Firestone    | Ian Ashley      |         |         |         |         |         |         |         |         |         |         | 14e     | Nc      |         |         |         | 0               | Non classé |

Légende : ici